# 솔디펜스
솔디펜스(SolDefense)는 대한민국의 방위산업 기업이다.

## 역사
- 2015년 설립
- 2018년 유진에이씨피씨기업인수목적2호와 합병해 상장.
- 2022년 2월 전 경영진의 횡령·배임 혐의로 거래 정지[2]
- 2025년 4월 사명 변경(휴센텍→솔디펜스)